# SSCV Thialf
SSCV Thialf — напівзанурюване кранове судно, яким керує Heerema Marine Contractors, і воно було найбільшим крановим судном у світі, поки Sleipnir (плавучий кран) не став найбільшим у 2019 році.

## Історія
Корабель був побудований у 1985 році як DB-102 для McDermott International компанією Mitsui Engineering & Shipbuilding Co., Ltd. У 1997 році він був прийнятий Heerema Marine Contractors після припинення їхнього спільного підприємства з McDermott, HeereMac, і перейменовано на Thialf.

## Макет
Thialf має два крани із загальною максимальною вантажопідйомністю 14 200 метричних тонн.
Він оснащений системою динамічного позиціонування класу III . Приведення в рух і утримання позиції здійснюється за допомогою шести висувних азимутальних двигунів потужністю 5500 кВт. Для мілководдя є 12 якорів Flipper Delta, 22,5 т, з 2500 м, швартовним дротом 80 мм.
Корпус складається з двох понтонів по чотири колони кожен. Транзитна осадка близько 12 метрів. Для вантажопідйомних операцій його зазвичай баластують до 26,6 м (87 футів). Таким чином, понтони (з осадкою 13,6 метра) добре занурені, щоб зменшити вплив хвиль і здуття.
Він може вмістити 736 осіб.
Вага ліхтаря 72 484 т.

### Варті уваги проекти
- Встановлення пілона мосту Еразма в 1995 році.
- Виведення з експлуатації Brent Spar у 1998 році.
- У 2000 році він встановив світовий рекорд у 11 883 т, піднявши верхню частину Shell Shearwater, побитий Saipem 7000 у 2004 р., коли палуба Sabratha підняла 12 150 т[2].
- У 2004 році він встановив верхню частину на Holstein компанії BP, на той час найбільший у світі лонжерон. Підйом був рекордним для Мексиканської затоки: 7810 т. Поточний рекорд для Мексиканської затоки в даний час належить Saipem 7000 з 9521 т палуби PEMEX PB-KU-A2, встановленої в березні 2007 року[3].
- У 2005 році компанія встановила найважчі фундаментні палі: 2,74 метри в діаметрі x 190 метрів у довжину, вагою 818 тонн кожна для вежі Chevron, яка відповідає стандартам Benguela Belize .
- У 2009 році судно взяло участь у проекті Alpha Ventus, першій морській вітряній електростанції в Німеччині.
- 2017—2018: Thialf брав участь у монтажі секцій платформи комплексу Йохана Свердрупа — частини розробки нафтового родовища Йохана Свердрупа[4].